# 1717
1717 (MDCCXVII) — невисокосний рік.
Епоха великих географічних відкриттів •  Перша наукова революція •  Глухівський період в історії Гетьманщини

## Геополітична ситуація
Османську імперію очолює Ахмед III (до 1730). Під владою османського султана перебувають Близький Схід та Єгипет, Середземноморське узбережжя Північної Африки, частина Закавказзя, значні території в Європі: Греція, Болгарія та Сербія. Васалами османів є Волощина та Молдова.
Священна Римська імперія — наймогутніша держава Європи. Її територія охоплює, крім німецьких земель, Угорщину з Хорватією, Трансильванію, Богемію, Північну Італію. Її імператор — Карл VI Габсбург (до 1740). Король Пруссії — Фрідріх-Вільгельм I (до 1740).
На передові позиції в Європі вийшла Франція, якою править Людовик XV (до 1774). Франція має колонії в Північній Америці та Індії.
Король Іспанії — Філіп V з династії Бурбонів (до 1746). Королівству Іспанія належать південь Італії, Нова Іспанія, Нова Гранада та Віцекоролівство Перу в Америці, Філіппіни. Королем Португалії є Жуан V (до 1750). Португалія має володіння в Бразилії, в Африці, в Індії, в Індійському океані й Індонезії.
Північ Нідерландів займає Республіка Об'єднаних провінцій. Вона має колонії в Північній Америці, Індонезії, на Формозі та на Цейлоні. На британському троні сидить Георг I (до 1727). Британія має колонії в Північній Америці, на Карибах та в Індії. Король Данії та Норвегії — Фредерік IV (до 1730), король Швеції — Карл XII (до 1718). На Апеннінському півострові незалежні Венеційська республіка та Папська область. у Речі Посполитій королює Август II Сильний (до 1733). У Росії царює Петро I (до 1725).
Україну розділено по Дніпру між Річчю Посполитою та Московією. Гетьман України  — Іван Скоропадський. Пристановищем козаків є Олешківська Січ. Існує Кримське ханство, якому підвладна Ногайська орда.
В Ірані правлять Сефевіди.
Значними державами Індостану є Імперія Великих Моголів, Імперія Маратха. В Китаї править Династія Цін. У Японії триває період Едо.

## Події

### У світі
- Велика Британія, Франція та Нідерландська республіка утворили Трійний альянс проти Іспанії.
- 1 лютого зібрався «Німий» сейм — сейм Речі Посполитої, скликаний для висунення умов королю Августу II.
- Після місячної облоги війська Євгена Савойського захопили Белград. Ця перемога завдала сильного удару могутності турків у Європі та привела до затвердження Пожаревацького миру.
- У місті Кадіс засновано Casa de Contratación — організацію, яка мала опікуватись торгівлею та колонізацією у всій Іспанській Імперії. Кадіс став єдиним портом для всієї Індійської торгівлі.
- 24 червня в Лондоні кілька масонських клубів об'єднались у Велику Ложу — одну з перших масонських організацій.
- Претендент на британський трон Джеймс Френсіс Едвард Стюарт знайшов притулок у Ватикані.
- Іспанія об'єднала південноамериканські колонії у Віцекоролівство Нова Гранада.
- Іспанські війська висадилися на Сардинії.
- Муршид Кулі-хан став першим навабом Бенгалії.
- Джунгари захопили Лхасу. Лхавзан-хан загинув.
- Хівинське ханство відбило перший російський напад.
- У Росії проведено адміністративну реформу, прикази розпустили й замінили колегіями.

### В Україні
- Посада кошового отамана Війська Запорозького зберігається за Іваном Малашевичем.
- До цього року відноситься згадка про прапор Полтавського полку.
- Засновані село Тара́сівка Зіньківського району Полтавської області та Са́льне у Ніжинському районі Чернігівської області.

### Наука та культура
- 2 березня відбулась прем'єра The Loves of Mars and Venus — першого балету, поставленого у Великій Британії.
- Мері Монтегю, дружина британського посла в Стамбулі, прищепила свого сина від віспи.
- Томас Ферчайлд, британський садівник, отримав перший міжвидовий гібрид.
- Йоганн Себастьян Бах отримав посаду капельмейстера.
- Вольтеру присудили 11 місяців у Бастилії і вигнання з Парижа за критику герцога Орлеанського.
- Почалося будівництво базиліки Суперга в Турині.

## Народились
див. також Категорія:Народились 1717
- Олекса́ндр Петро́вич Сумаро́ков — один із найзначніших представників російської літератури XVIII століття, творець репертуару першого російського театру.
- Мустафа III — султан Османської імперії (1757–1774), син Ахмеда III.
- Марія-Терезія — ерцгерцогиня Австрії, королева Угорщини з 25 червня 1741 року[1], королева Богемії з 20 жовтня 1740[2], королева Галичини та Володимирії та імператриця Священної Римської імперії (як дружина, а пізніше вдова Франца I Стефана Лотаринзького, обраного імператором 1745 року). Засновниця Лотаринзької гілки династії Габсбургів.

## Померли
див. також Категорія:Померли 1717
- Абрахам Дербі І — британський металург і промисловець. Уперше в історії доменного виробництва використав кам'яновугільний кокс (як домішку до деревного вугілля).
- Марія Сибілла Меріан — німецька художниця, натуралістка, граверка й видавець.
- Ван Хуей — китайський художник часів династії Цін, член «співдружності чотирьох Ванів».